# Elecciones al Parlamento de Cantabria de 2011
Las elecciones al Parlamento de Cantabria de 2011, que dieron lugar al inicio de la VIII legislatura, se celebraron el 22 de mayo de 2011, en el marco de las elecciones autonómicas de España de 2011. Se eligieron 39 diputados.

## Candidaturas

### Partidos políticos con representación en el Parlamento
| Candidatos                               |                      |               |
| Partido                                  | Candidato            | Observaciones |
| Partido Popular (PP)                     | Ignacio Diego        |               |
| Partido Regionalista de Cantabria (PRC)  | Miguel Ángel Revilla |               |
| Partido Socialista Obrero Español (PSOE) | Lola Gorostiaga      |               |

### Partidos políticos sin representación en el Parlamento
| Candidatos                                         |                             |                                                                                    |
| Partido                                            | Candidato                   | Observaciones                                                                      |
| Alternativa Motor y Deportes (AMD)                 | Gustavo Herrero Pechero     |                                                                                    |
| Centro Democrático Liberal (CDL)                   | Javier Iturbe Heras         |                                                                                    |
| Coalición Izquierda Social y Ecologista (IU-IA)    | José Ángel Herrera Martínez | Coalición formada por Izquierda Unida, Izquierda Anticapitalista e independientes. |
| Frente Nacional (FrN)                              | Sinforiano Bezanilla        |                                                                                    |
| Partido Comunista de los Pueblos de España (PCPE)  | José Luis Gómez González    |                                                                                    |
| Solidaridad y Autogestión Internacionalista (SAIn) | David Díez Losa             |                                                                                    |
| Unión Progreso y Democracia (UPyD)                 | Román San Emeterio Pedraja  |                                                                                    |

## Encuestas
| Encuesta                       | PP     | PRC    | PSOE   | IU-IA | UPyD | Otros |
| ------------------------------ | ------ | ------ | ------ | ----- | ---- | ----- |
| Resultados 2007                | 17     | 12     | 10     | -     | -    | -     |
| El Mundo (15/02/2010)          | 44,10% | 28,70% | 17,60% | 3,60% | -    | -     |
| Escaños                        | 19-20  | 12-13  | 7      | 0     | -    | -     |
| El Mundo(31/05/2010)           | 48,10% | 25,20% | 21,40% | 2,20% | -    | 3,10% |
| Escaños                        | 20     | 10-11  | 8-9    | 0     | -    | -     |
| El Mundo(05/01/2011)           | 47,70% | 26,10% | 20,4%  | -     | -    | 5,8%  |
| Escaños                        | 20-21  | 10-11  | 8      | -     | -    | -     |
| ABC(07/03/2011)                | 46,2%  | 27,9%  | 19,1%  | -     | -    | -     |
| Escaños                        | 19-20  | 11-12  | 7-8    | -     | -    | -     |
| El Diario Montañés(09/03/2011) | 41,3%  | 29,5%  | 21,4%  | -     | -    | -     |
| Escaños                        | 17-18  | 12-13  | 9      | -     | -    | -     |
| CIS(05/04/2011)                | 40,9%  | 29,6%  | 19,7%  | 2,8%  | 2,5% | -     |
| Escaños                        | 18     | 13     | 8      | -     | -    | -     |

## Resultados
Para poder optar al reparto de escaños la candidatura debe obtener al menos el 5% de los votos válidos emitidos.
| ← Elecciones al Parlamento de Cantabria de 2011 → |                                                    |                      |         |       |         |     |
| Presidente y gobierno | Partido                                            | Candidato            | Votos   | %     | Escaños | +/- |
| - Presidente: Ignacio Diego - Gobierno: PP - Censo: 494.955 - Votantes: 345.439 (69,79%) - Abstención: 124.636 (30,21%) - Válidos: 339.552 - A candidatura: 332.224 (97,8%) | Partido Popular (PP)                               | Ignacio Diego        | 156.499 | 46,09 | 20      | +3  |
| - Presidente: Ignacio Diego - Gobierno: PP - Censo: 494.955 - Votantes: 345.439 (69,79%) - Abstención: 124.636 (30,21%) - Válidos: 339.552 - A candidatura: 332.224 (97,8%) | Partido Regionalista de Cantabria (PRC)            | Miguel Ángel Revilla | 98.887  | 29,12 | 12      | =   |
| - Presidente: Ignacio Diego - Gobierno: PP - Censo: 494.955 - Votantes: 345.439 (69,79%) - Abstención: 124.636 (30,21%) - Válidos: 339.552 - A candidatura: 332.224 (97,8%) | Partido Socialista de Cantabria (PSOE)             | Lola Gorostiaga      | 55.541  | 16,36 | 7       | -3  |
| - Presidente: Ignacio Diego - Gobierno: PP - Censo: 494.955 - Votantes: 345.439 (69,79%) - Abstención: 124.636 (30,21%) - Válidos: 339.552 - A candidatura: 332.224 (97,8%) | Izquierda Social y Ecologista (IU-IA)              |                      | 11.277  | 3,32  | 0       |     |
| - Presidente: Ignacio Diego - Gobierno: PP - Censo: 494.955 - Votantes: 345.439 (69,79%) - Abstención: 124.636 (30,21%) - Válidos: 339.552 - A candidatura: 332.224 (97,8%) | Unión Progreso y Democracia (UPyD)                 |                      | 5.835   | 1,72  | 0       |     |
| - Presidente: Ignacio Diego - Gobierno: PP - Censo: 494.955 - Votantes: 345.439 (69,79%) - Abstención: 124.636 (30,21%) - Válidos: 339.552 - A candidatura: 332.224 (97,8%) | Frente Nacional (FN)                               |                      | 1.257   | 0,37  | 0       |     |
| - Presidente: Ignacio Diego - Gobierno: PP - Censo: 494.955 - Votantes: 345.439 (69,79%) - Abstención: 124.636 (30,21%) - Válidos: 339.552 - A candidatura: 332.224 (97,8%) | Partido Comunista de los Pueblos de España (PCPE)  |                      | 1.108   | 0,33  | 0       |     |
| - Presidente: Ignacio Diego - Gobierno: PP - Censo: 494.955 - Votantes: 345.439 (69,79%) - Abstención: 124.636 (30,21%) - Válidos: 339.552 - A candidatura: 332.224 (97,8%) | Alternativa Motor y Deportes (AMD)                 |                      | 916     | 0,27  | 0       |     |
| - Presidente: Ignacio Diego - Gobierno: PP - Censo: 494.955 - Votantes: 345.439 (69,79%) - Abstención: 124.636 (30,21%) - Válidos: 339.552 - A candidatura: 332.224 (97,8%) | Solidaridad y Autogestión Internacionalista (SAIn) |                      | 517     | 0,15  | 0       |     |
| - Presidente: Ignacio Diego - Gobierno: PP - Censo: 494.955 - Votantes: 345.439 (69,79%) - Abstención: 124.636 (30,21%) - Válidos: 339.552 - A candidatura: 332.224 (97,8%) | Centro Democrático Liberal (CDL)                   |                      | 387     | 0,11  | 0       |     |
| - Presidente: Ignacio Diego - Gobierno: PP - Censo: 494.955 - Votantes: 345.439 (69,79%) - Abstención: 124.636 (30,21%) - Válidos: 339.552 - A candidatura: 332.224 (97,8%) | En blanco                                          | N/A                  | 7.328   | 2,16  | N/A     | N/A |
| - Presidente: Ignacio Diego - Gobierno: PP - Censo: 494.955 - Votantes: 345.439 (69,79%) - Abstención: 124.636 (30,21%) - Válidos: 339.552 - A candidatura: 332.224 (97,8%) | Nulos                                              | N/A                  | 5.887   | 1,70  | N/A     | N/A |

### Elección e invesidura del Presidente
El 23 de junio se celebró la sesión de investidura del presidente de Cantabria, obteniendo el siguiente resultado:
| Candidato          | Fecha                                                   | Voto       |    |    |   | Total |
| ------------------ | ------------------------------------------------------- | ---------- | -- | -- | - | ----- |
| Ignacio Diego (PP) | 23 de junio de 2011 Mayoría requerida: Absoluta (20/39) | Sí         | 20 |    |   | 20/39 |
| Ignacio Diego (PP) | 23 de junio de 2011 Mayoría requerida: Absoluta (20/39) | No         |    | 12 | 7 | 19/39 |
| Ignacio Diego (PP) | 23 de junio de 2011 Mayoría requerida: Absoluta (20/39) | Abstención |    |    |   | 0/39  |